# Zoo di Auckland
Lo zoo di Auckland è il principale giardino zoologico di Auckland, in Nuova Zelanda, situato accanto al parco  Western Springs nei pressi del quartiere finanziario della città. È attualmente gestito dal consiglio comunale, con l'aiuto della società zoologica di Auckland.
Lo zoo  venne inaugurato nel 1922 e dovette fronteggiare in primo luogo tutta una serie di difficoltà legate ai problemi di salute degli animali. Tuttavia, oggi, lo zoo ospita circa 179 specie per un totale di 1300 animali su una superficie di 20 ettari. I visitatori possono trovare qui elefanti asiatici, wallaby, tigri di Sumatra e una specie molto rara di felino, il gatto di Temminck.